# Parafia św. Wojciecha w Olsztynie
Parafia Świętego Wojciecha w Olsztynie – rzymskokatolicka parafia w Olsztynie, należąca do archidiecezji warmińskiej i Olsztyn Śródmieście. Została utworzona 1 lipca 1994. Kościół parafialny mieści się przy ulicy Gałczyńskiego. Parafię prowadzą księża diecezjalni.